# Albertacce
Albertacce [albɛʁtatʃe] ist eine französische Gemeinde mit 199 Einwohnern (Stand 1. Januar 2022) im Département Haute-Corse auf der Insel Korsika. Sie gehört zum Arrondissement Corte und zum Kantons Golo-Morosaglia.

## Geographie
Der Ort liegt rund 27 Kilometer (Luftlinie) nordöstlich von Porto und 15 Kilometer westlich von Corte im Regionalen Naturpark Korsika. Die Nachbargemeinden sind Lozzi im Norden, Calacuccia im Nordosten, Casamaccioli im Osten und Südosten, Letia im Süden, Cristinacce im Südwesten, Évisa im Westen sowie Manso und Asco im Nordwesten.
An der Grenze zum Gemeindegebiet von Calacuccia entspringt der Fluss Golo, der wenige Kilometer weiter in den Stausee Lac de Calacuccia fließt.

### Verkehrsanbindung
Der Dorfkern wird verkehrstechnisch von der Départementsstraße D 84, genannt Popaja, versorgt, die in südwestlicher Richtung dem Golo flussaufwärts folgt und über den Pass Col de Vergio nach Porto führt. In der Gegenrichtung wird beim Ort Francardo die Nationalstraße N 193 erreicht, die eine hochrangige weiterführende Verbindung bis nach Bastia oder Ajaccio ermöglicht. Parallel dazu verläuft auch eine Bahnstrecke.

## Bevölkerungsentwicklung
| Jahr      | 1968 | 1975 | 1982 | 1990 | 1999 | 2006 | 2016 |
| Einwohner | 373  | 357  | 323  | 200  | 200  | 225  | 197  |